# U.S. Route 341
Pour les articles homonymes, voir Route 341.
La U.S. Route 341 (US 341) est une US Route auxiliaire de la US 41 parcourant 224 miles (360 km) entièrement en Géorgie. Elle forme une diagonale dans le sud de la Géorgie et relie la US 17 à Brunswick avec la US 41 à Barnesville.

## Description du tracé

### Géorgie
La US 341 débute à l'intersection avec la US 17 à Brunswick. Elle se dirige vers le nord-ouest alors qu'elle quitte la ville. Elle prend la forme d'une voie rapide alors qu'elle se rend à Jesup. Elle traverse la ville et poursuit son trajet vers le nord-ouest. Elle passe par Odum, Surrency, Baxley, Hazlehurst, McRea-Helena, Eastman et Hawkinsville. Elle contourne Perry et y croise la US 41. Elle continue ensuite son trajet, toujours vers le nord-ouest, et atteint Fort Valley. Là, elle bifurque davantage vers le nord. Elle passe par Roberta avant d'atteindre Barnesville où elle prend fin à la jonction avec la US 41.

## Intersections majeures
Géorgie
 US 17 à Brunswick
 I-95 à Brunswick
 US 301 à Jesup
 US 84 à Jesup
 US 1 à Baxley
 US 23 à Hazlehurst. Les routes forment un multiplex jusqu'à Eastman.
 US 221 à Hazlehurst. Les routes forment un multiplex dans la ville.
 US 280 / US 319 / US 441 à McRea-Helena
 US 129 à Hawkinsville. Les routes forment un multiplex dans la ville.
 US 41 à Perry
 I-75 à Perry
 US 80 à Roberta
 US 41 à Barnesville